# Phorbia longipilis
Phorbia longipilis är en tvåvingeart som först beskrevs av Pandellé 1900.  Phorbia longipilis ingår i släktet Phorbia, och familjen blomsterflugor. Arten är reproducerande i Sverige.

## Bildgalleri

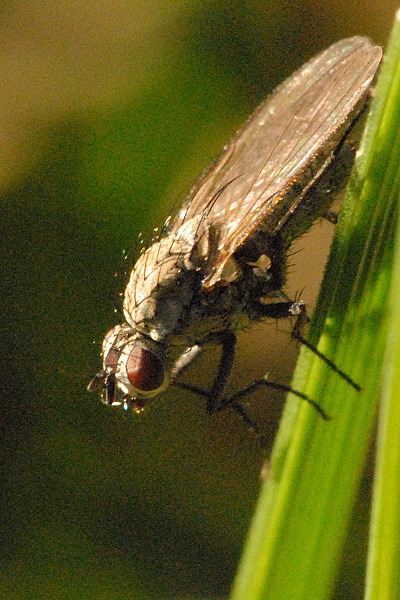
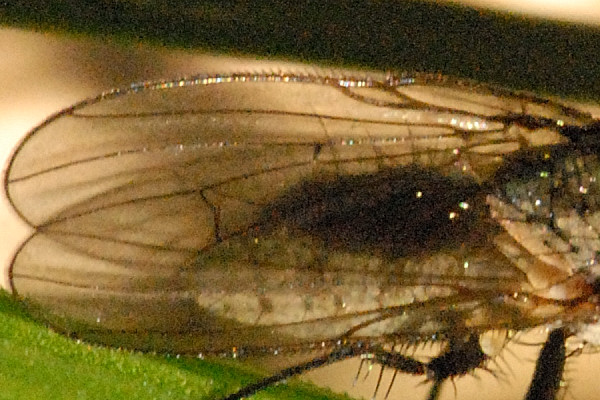
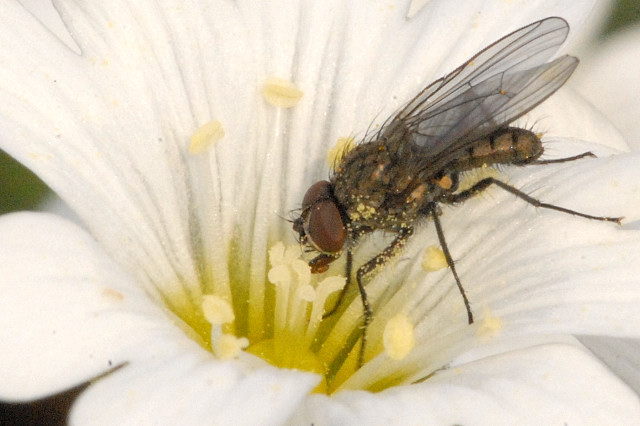
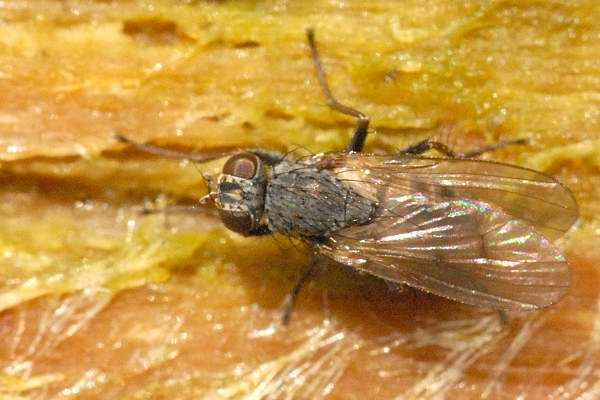
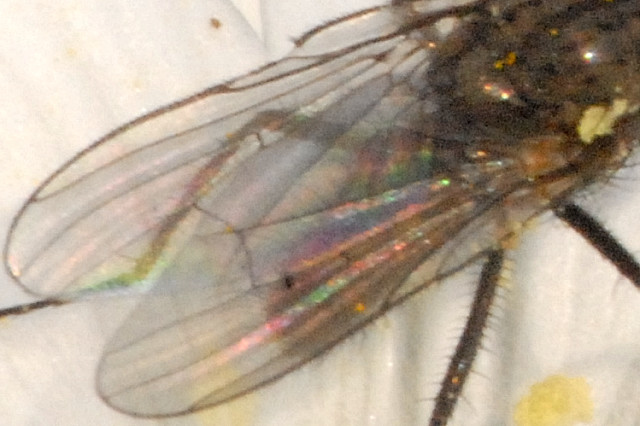